# جارفيس لانغ
جارفيس لانغ (25 يونيو 1971 في الولايات المتحدة - ) (بالإنجليزية: Jarvis Lang)‏ هو لاعب كرة سلة أمريكي في مركز هجوم قوي الجسم. لعب مع دينامو باسكت ساساري ولاكروس بوبكاتس ‏.

## وصلات خارجية
- جارفيس لانغ على موقع الاتحاد الدولي لكرة السلة (الإنجليزية)
- جارفيس لانغ على موقع الدوري الإسباني لكرة السلة (الإسبانية)
- جارفيس لانغ على موقع كرة السلة الأوروبية.كوم (الإنجليزية)
- جارفيس لانغ على موقع كلية كرة السلة في سبورتس رفرنس.كوم (الإنجليزية)
- جارفيس لانغ على موقع بروبوليرز (الإنجليزية)